# Myron G. Barlow
Myron G. Barlow, né le 15 avril 1873 à  Ionia et mort le 14 août 1937 à Étaples, est un peintre figuratif américain.

## Biographie

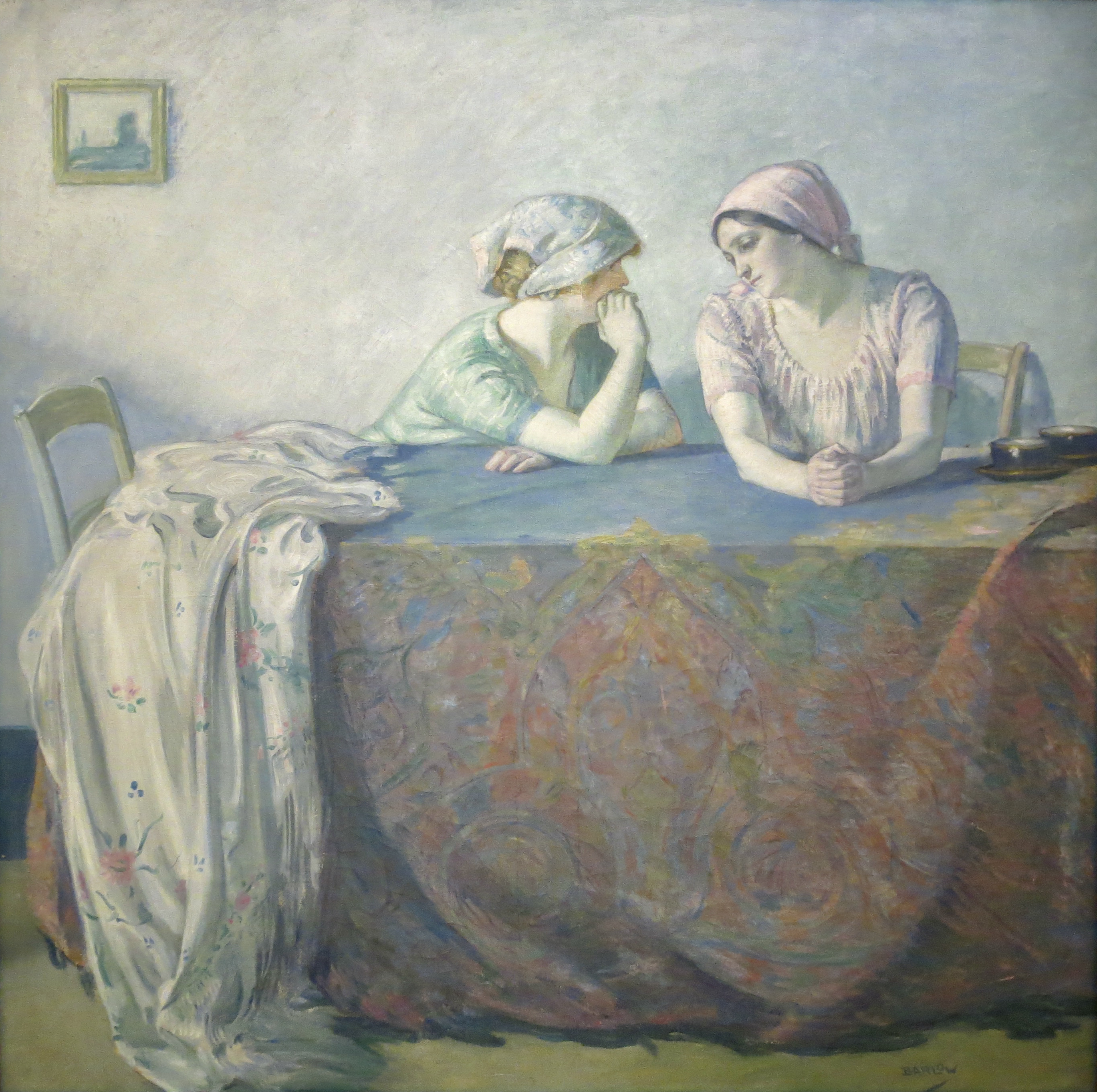
Confidences, vers 1910.

Myron G. Barlow naît le 15 avril 1873 à Ionia situé dans l'État du Michigan, aux États-Unis du mariage d'Adolph et Fanny Barlow.
Il se forme à la Detroit Museum School, où il étudie avec Joseph Gies, puis à l'Art Institute of Chicago. Il commence sa carrière en tant qu'artiste de presse.
Il part en Europe, et, à son arrivée en France, à l'âge de vingt et un ans, il est remarqué par William Bouguereau. Il s'inscrit à l'École des Beaux-Arts de Paris où il est l'élève de Jean-Léon Gérôme. En Hollande, à Amsterdam, il découvre Johannes Vermeer en reproduisant des peintures au Rijksmuseum Amsterdam, et, comme Vermeer, un de ses thèmes artistiques préférés est la représentation de personnages, souvent féminins et généralement placés dans un intérieur, souvent isolés et immobiles.
Vers 1900, de retour en France, il s'installe à Trépied, hameau de Cucq, à côté d'Étaples et rejoint l'école des peintres d'Étaples. Il a pour modèle, à Étaples, Julie Sailly, Louise Descharles, née en 1909, qui le sera pendant vingt ans et sa sœur Marie.
En 1907, il est le seul Américain élu à la Société nationale des beaux-arts.
Il est président du Scarab Club vers 1918. Parmi ses réalisations majeures à Detroit, il y a six grandes peintures murales qu'il a peintes pour l'auditorium principal du Temple Beth-El, qui ont été achevées en 1925.
Il est reconnu pour son travail avec des médailles d'or à l'exposition St. Louis et Panama Pacific, et pour avoir fait acheter ses œuvres par de nombreux musées internationaux, dont le musée Quentovic d'Étaples en France, la Pennsylvania Academy of Fine Arts et le Detroit Institute of Arts. Le Detroit Club et la collection privée du baron Edmond de Rothschild comprennent des œuvres de Barlow,,.
Il meurt, en France, le 14 août 1937 à Étaples dans le département du Pas-de-Calais où il est inhumé dans le cimetière communal.

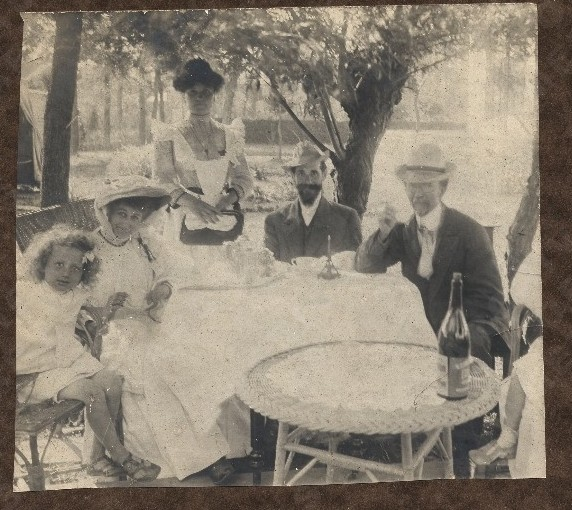
Myron Barlow (deuxième à droite) avec Henry Ossawa Tanner, sa femme, Jessie, et son fils Jessie, assis autour de lui.
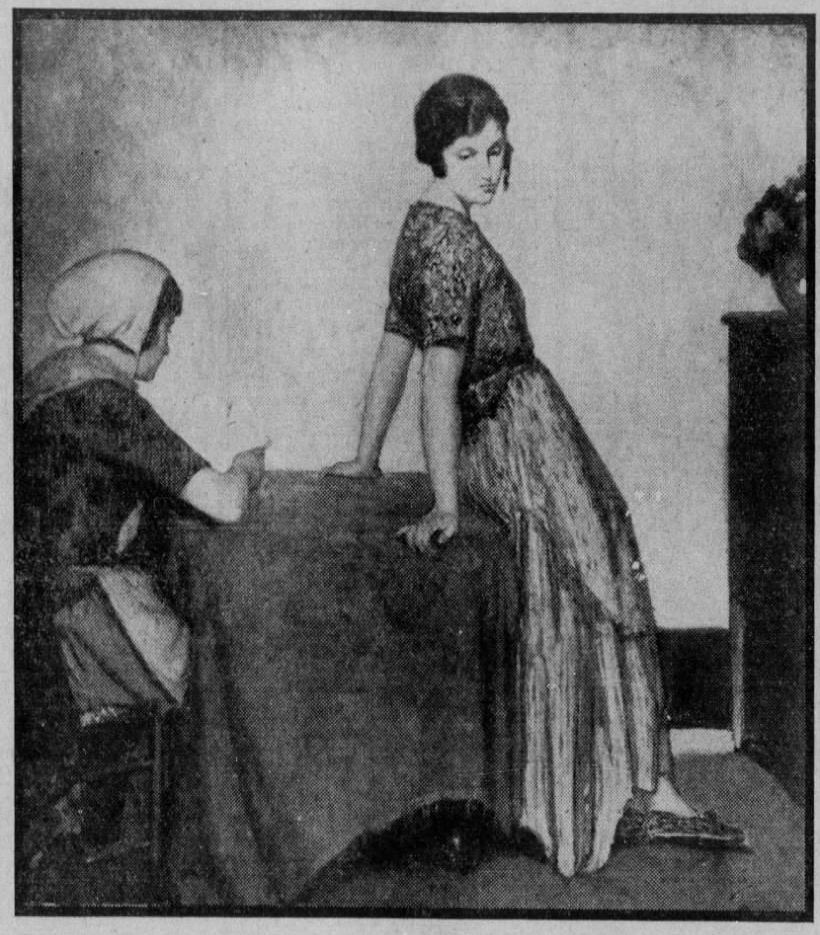
Reading
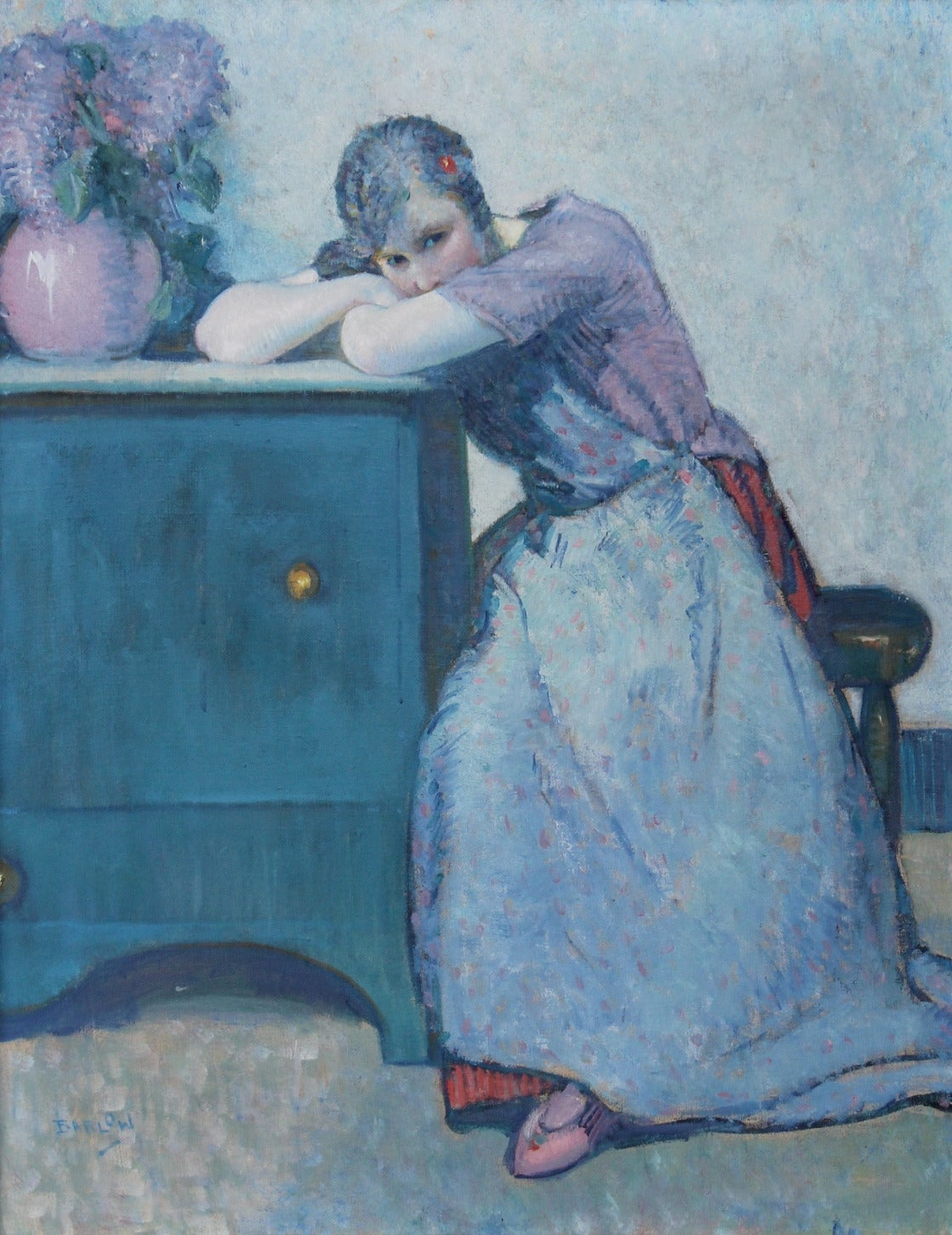
Reflection
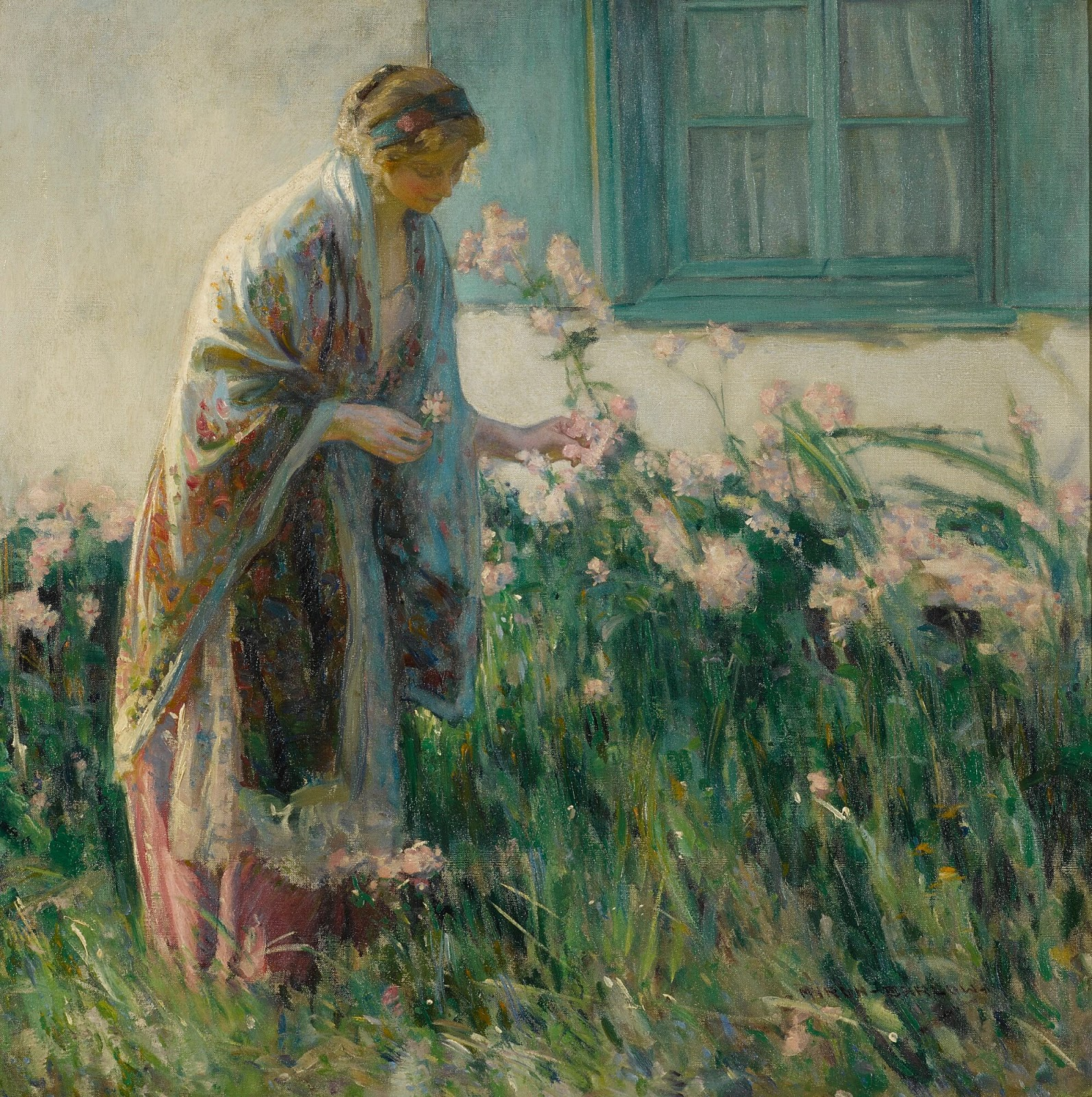
In the Garden
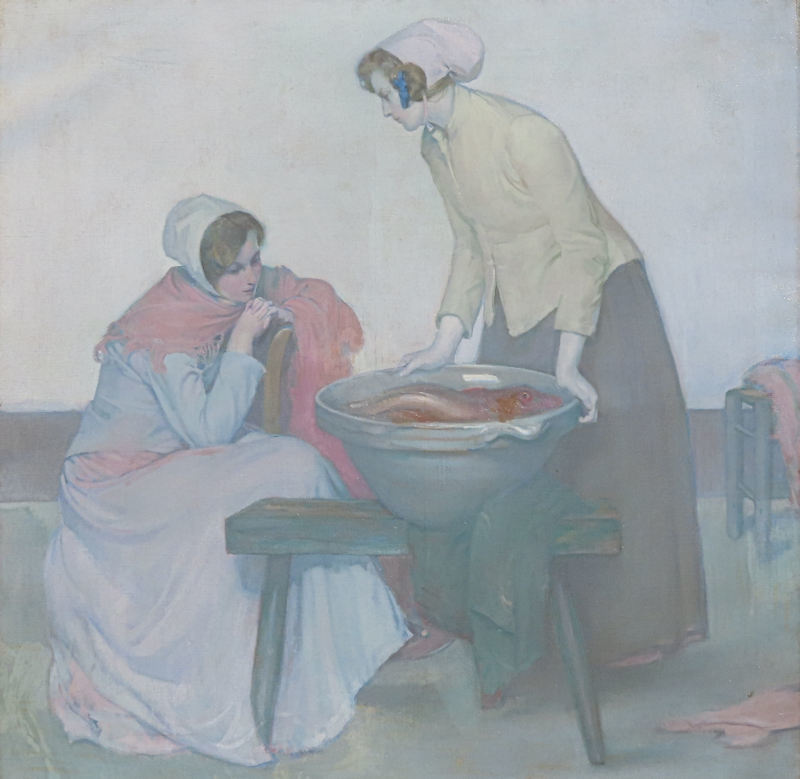
A Chat or Causerie
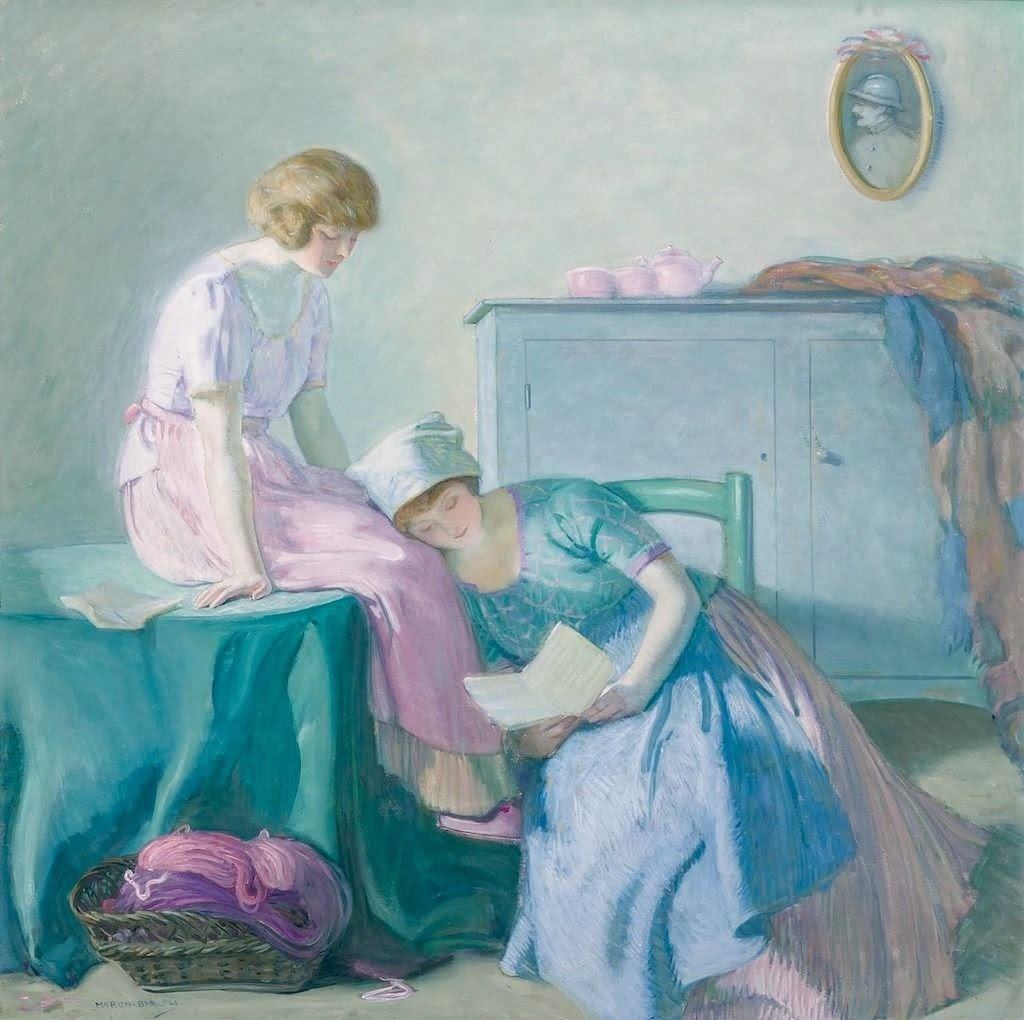
Afternoon Read ou La lettre du Poilu
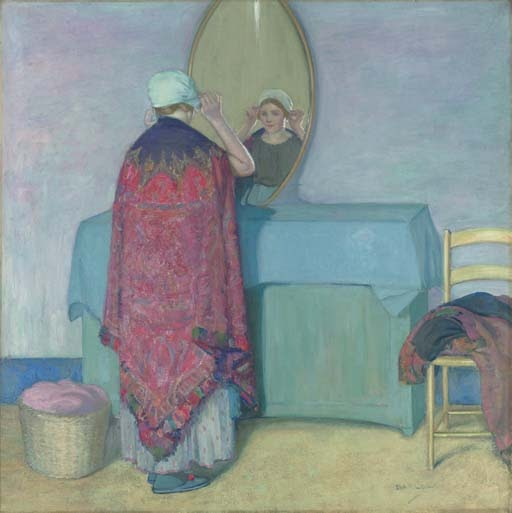
Adjusting the Hat
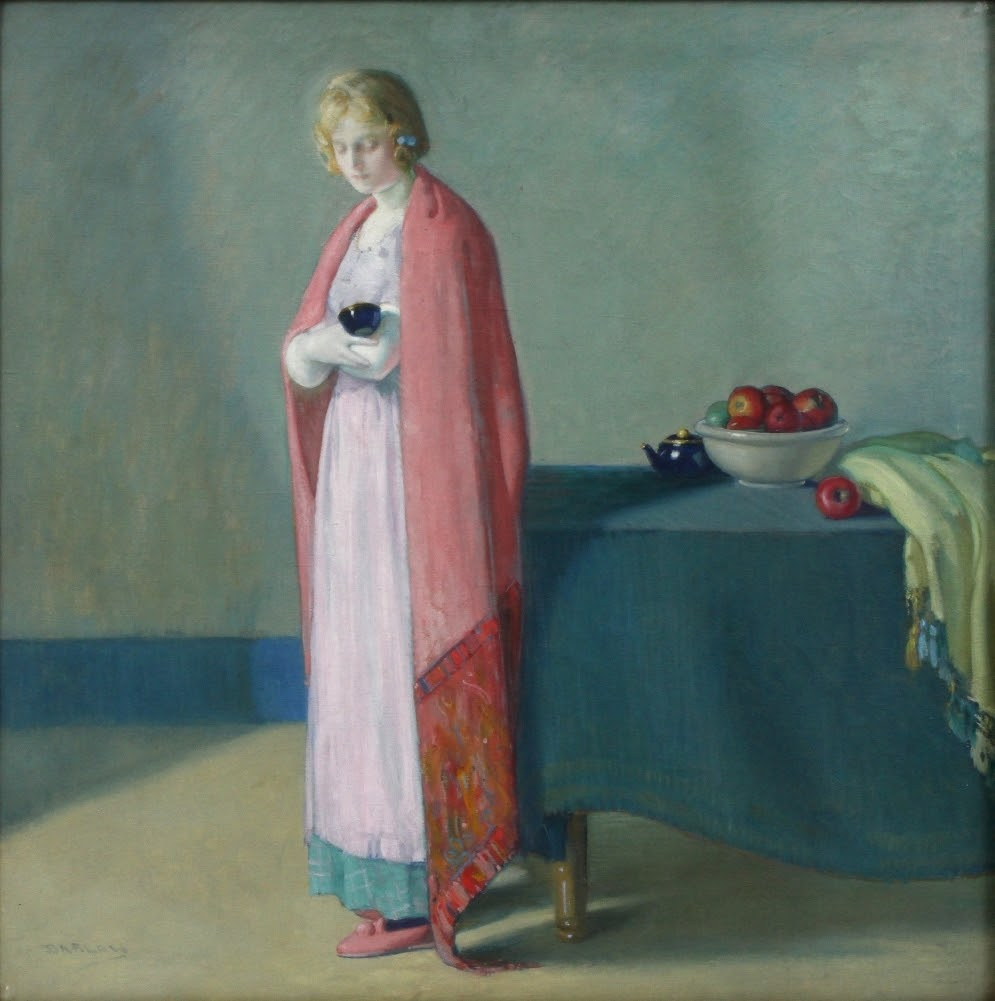
Portrait of a woman with a bowl of apples
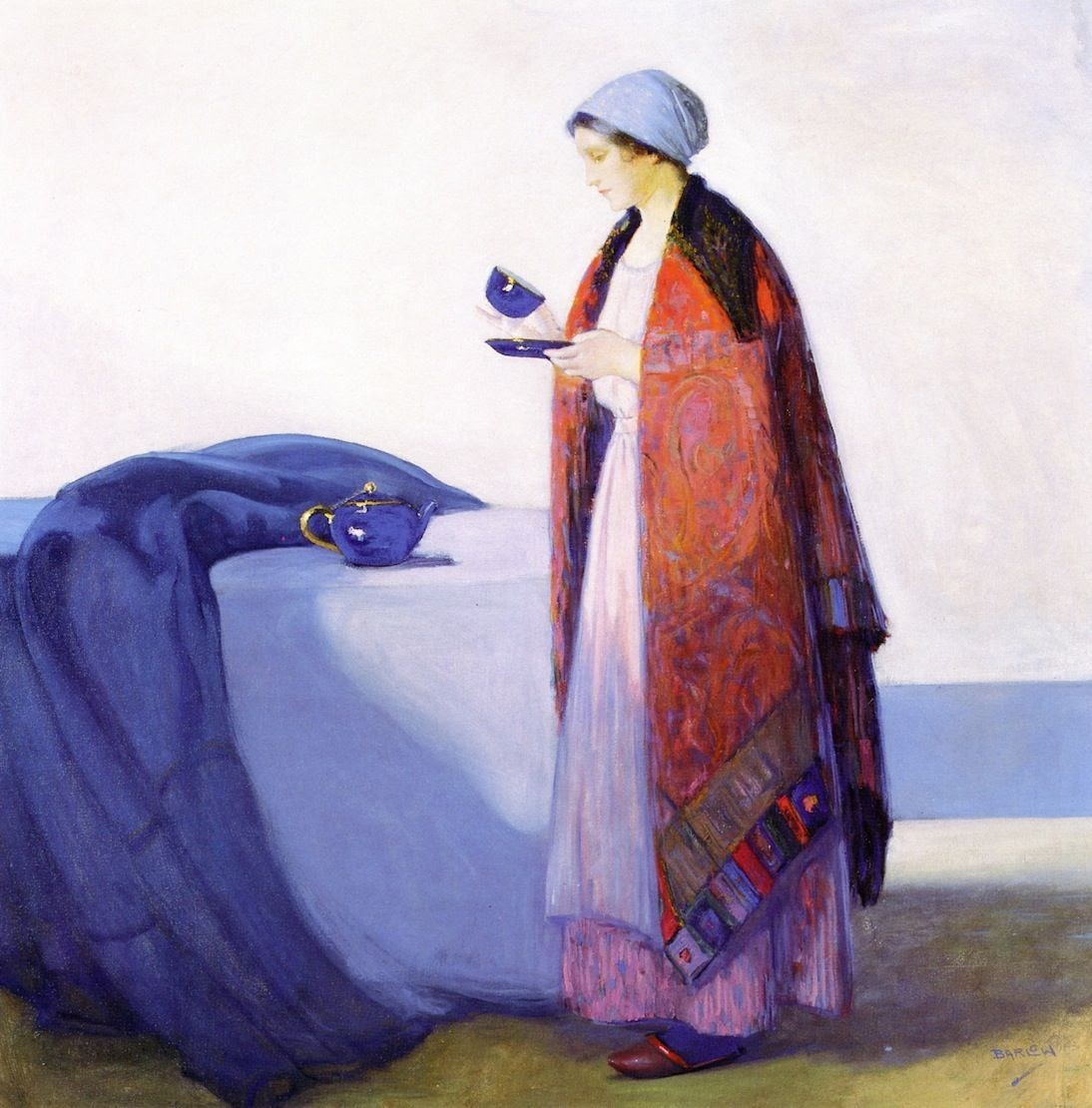
A Cup of Tea
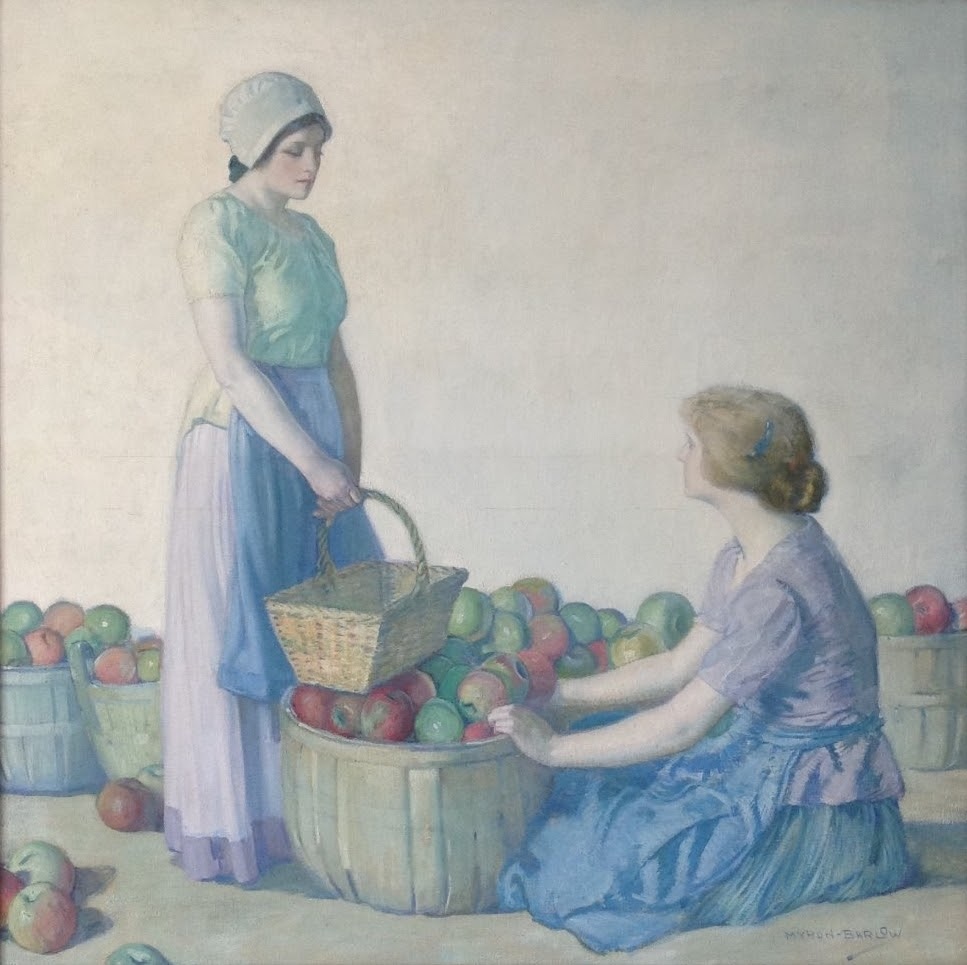
Gathering apples
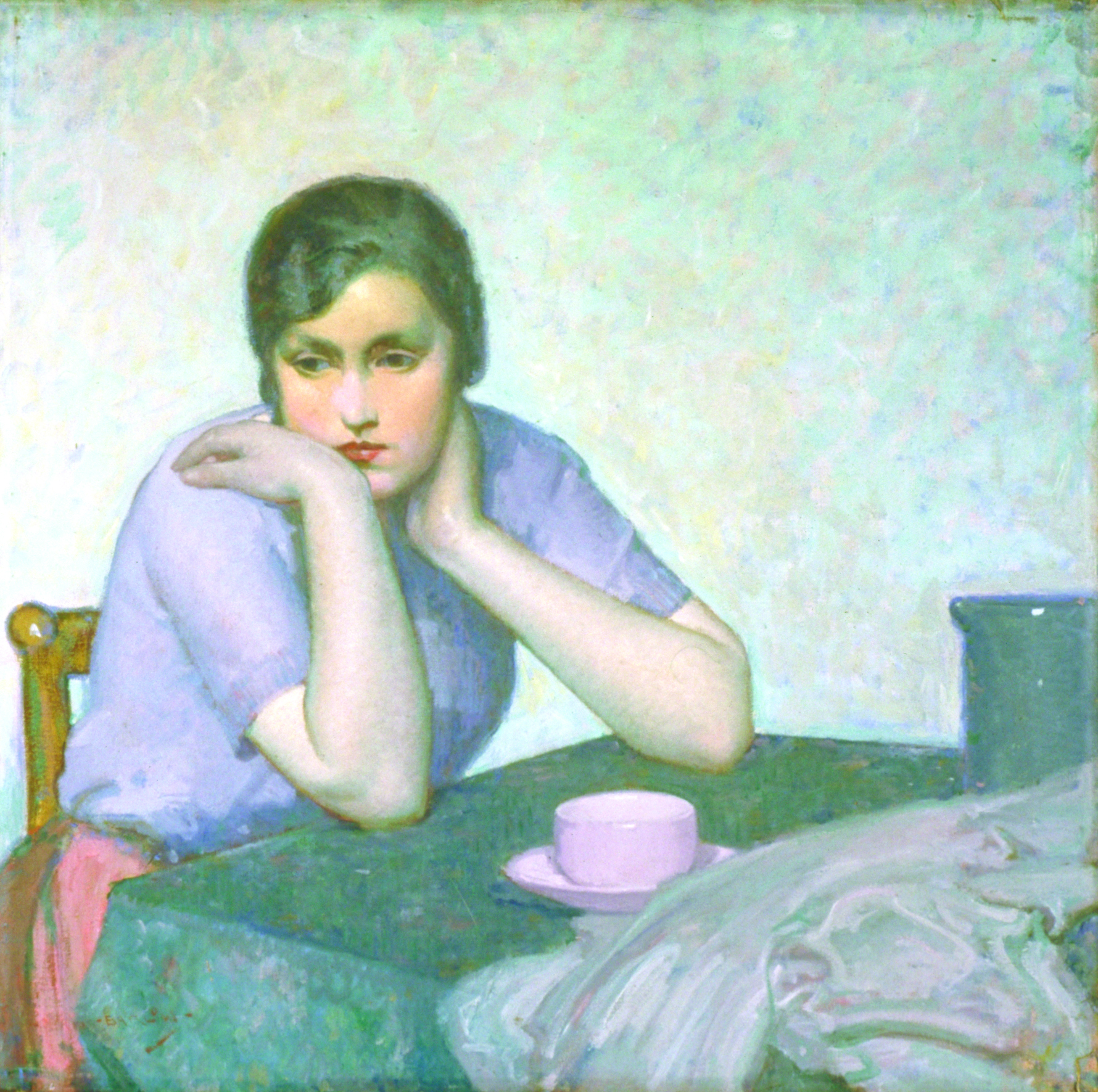
Louise belle femme. The model was Louise Perrault[7].
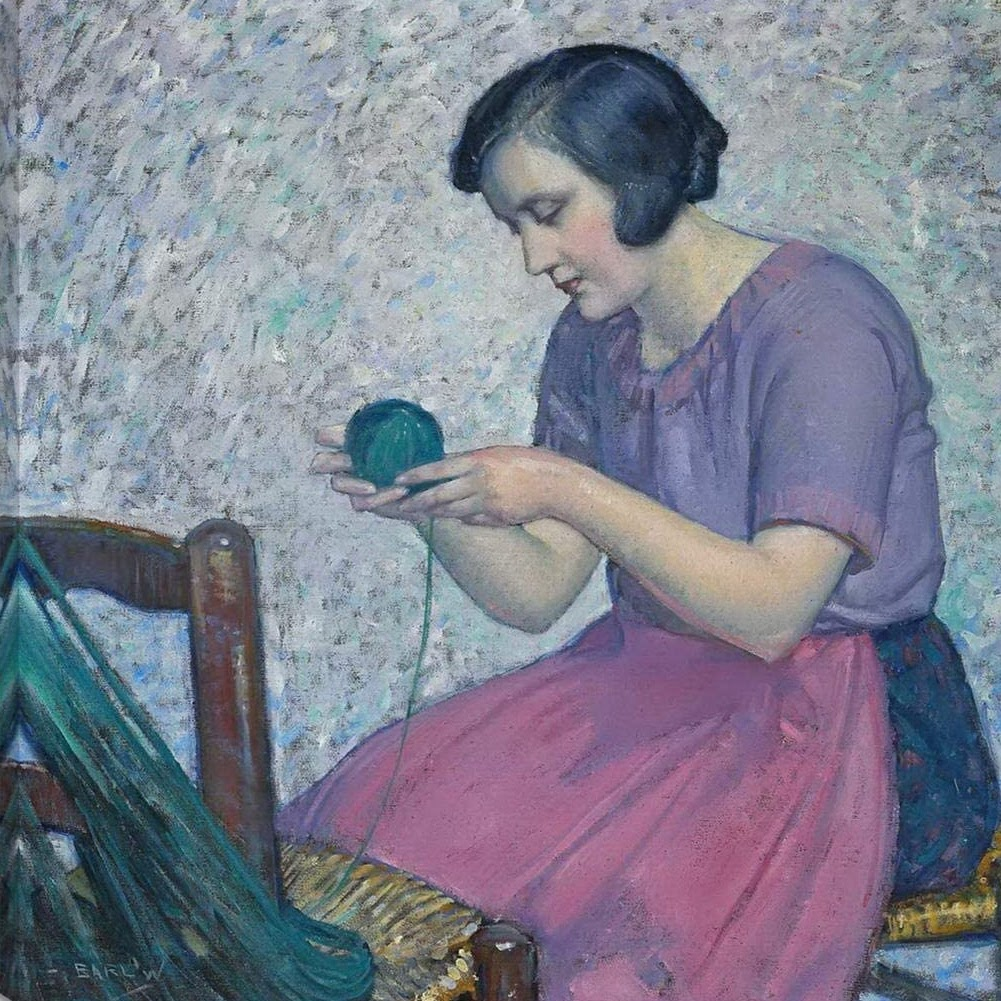
Winding yarn. The model was Louise Descharles[8].
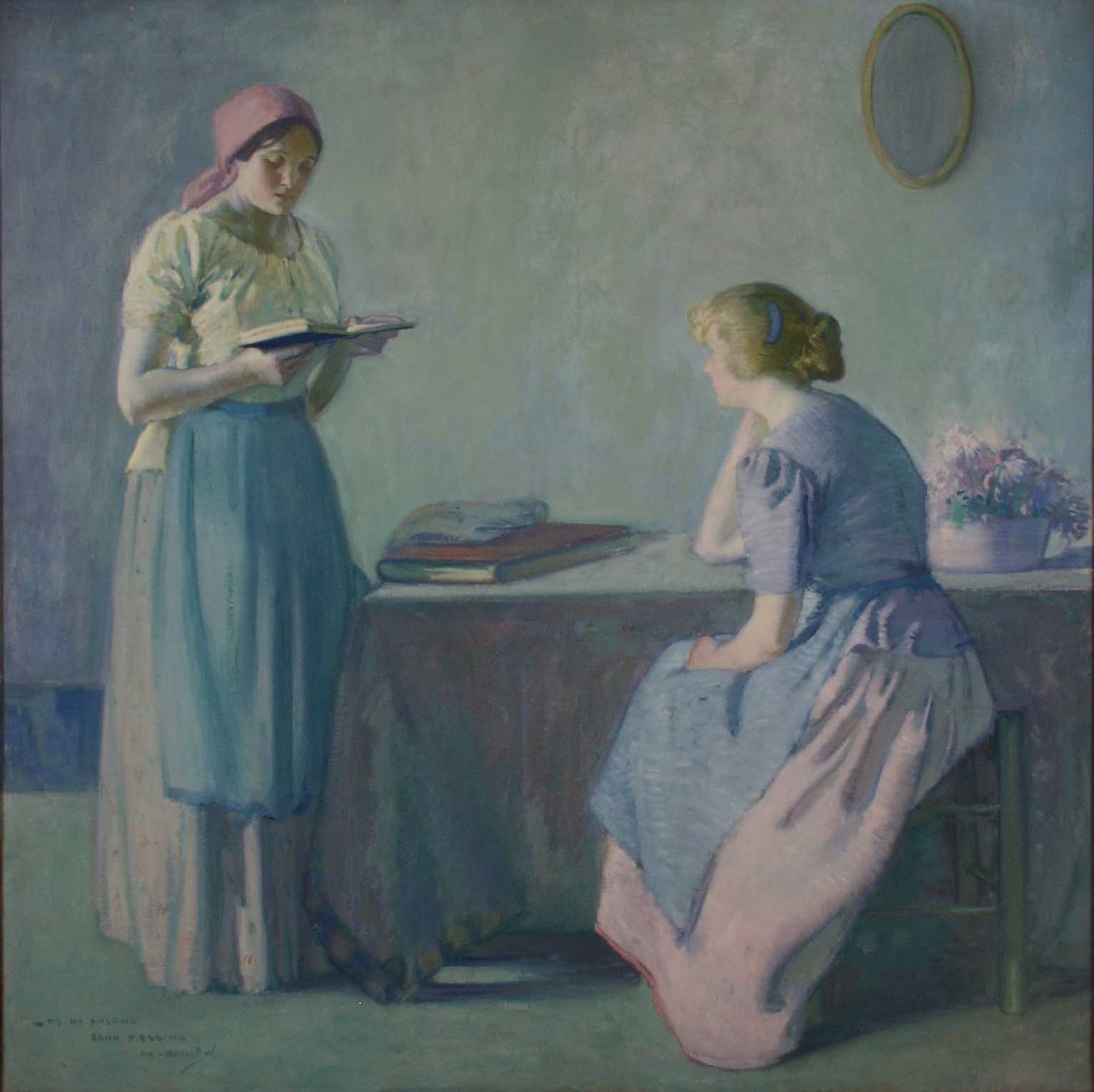
untitled. Caption reads "To my friend [John Pressing] M Barlow".
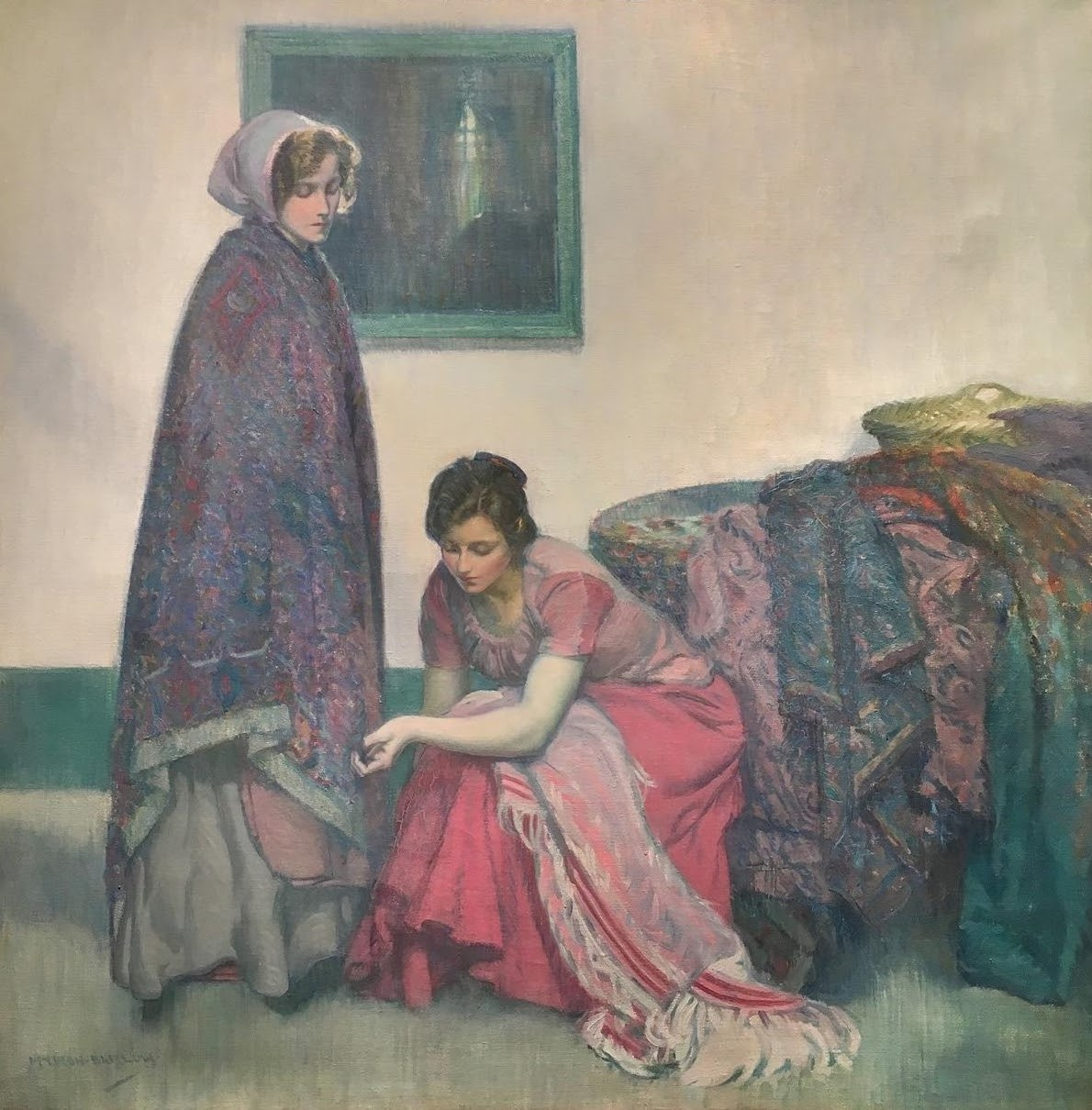
Seamstress
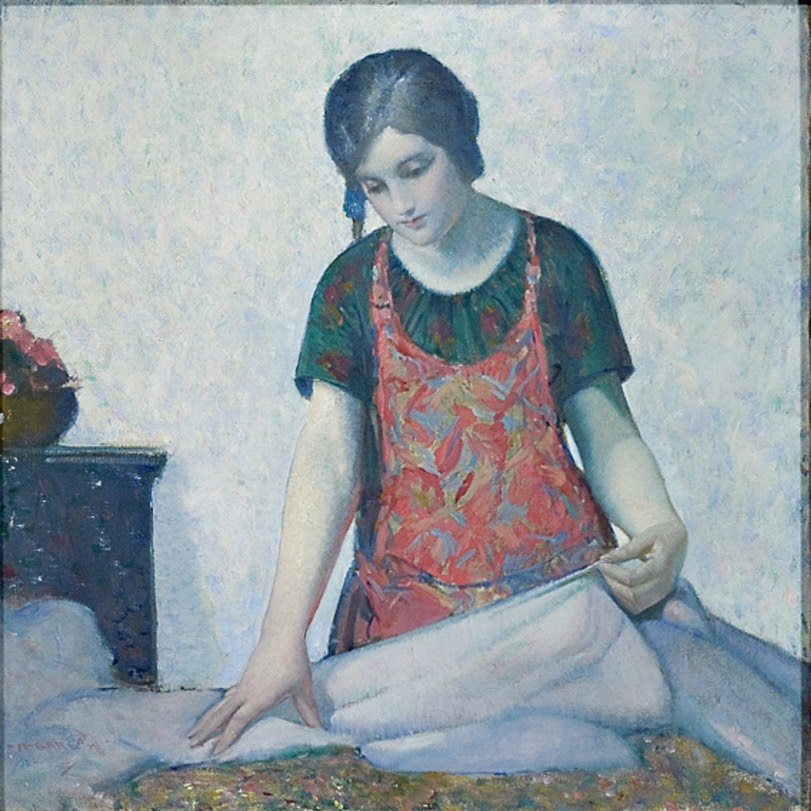
Laundress. The model was Louise Descharles[8].
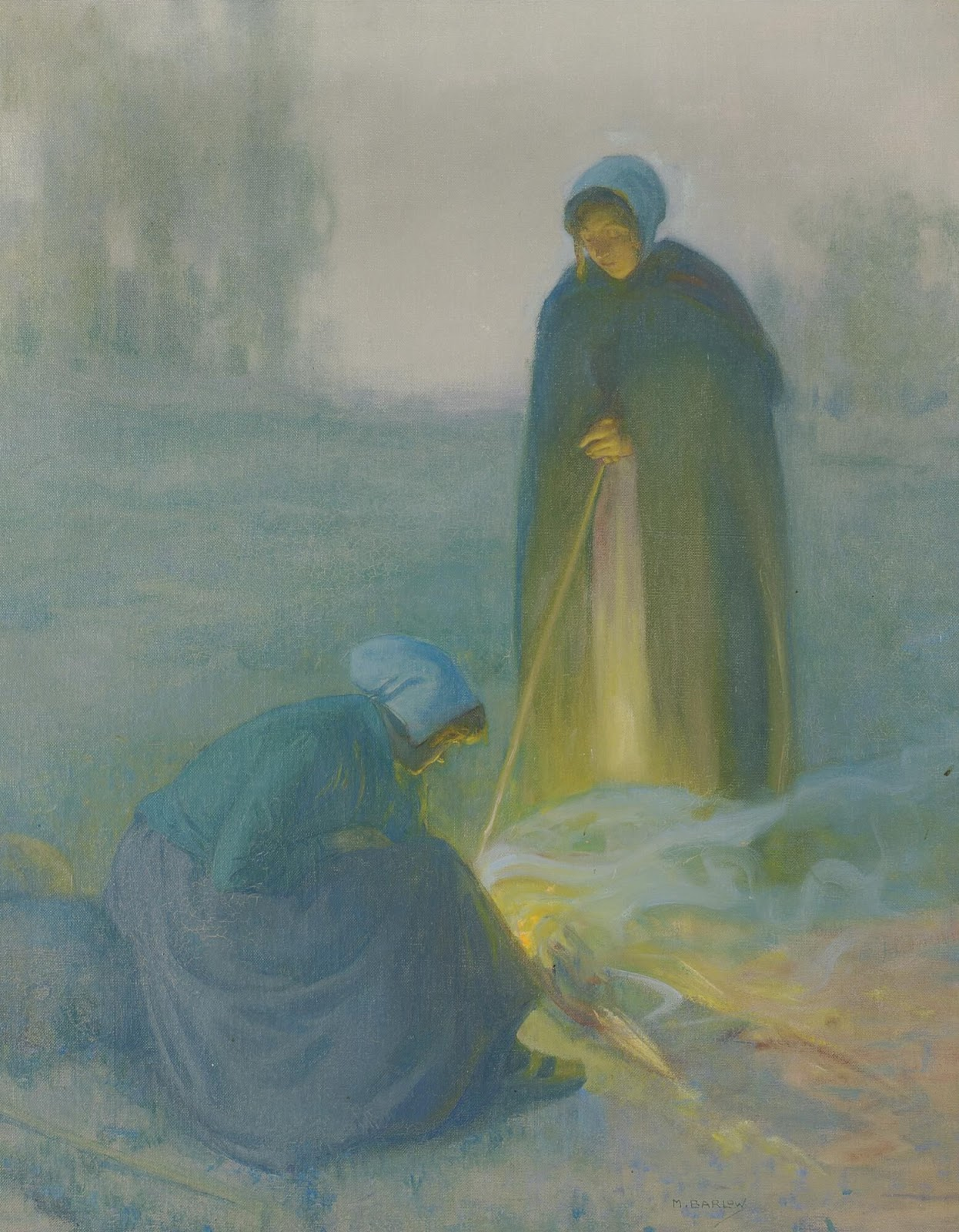
By the fire
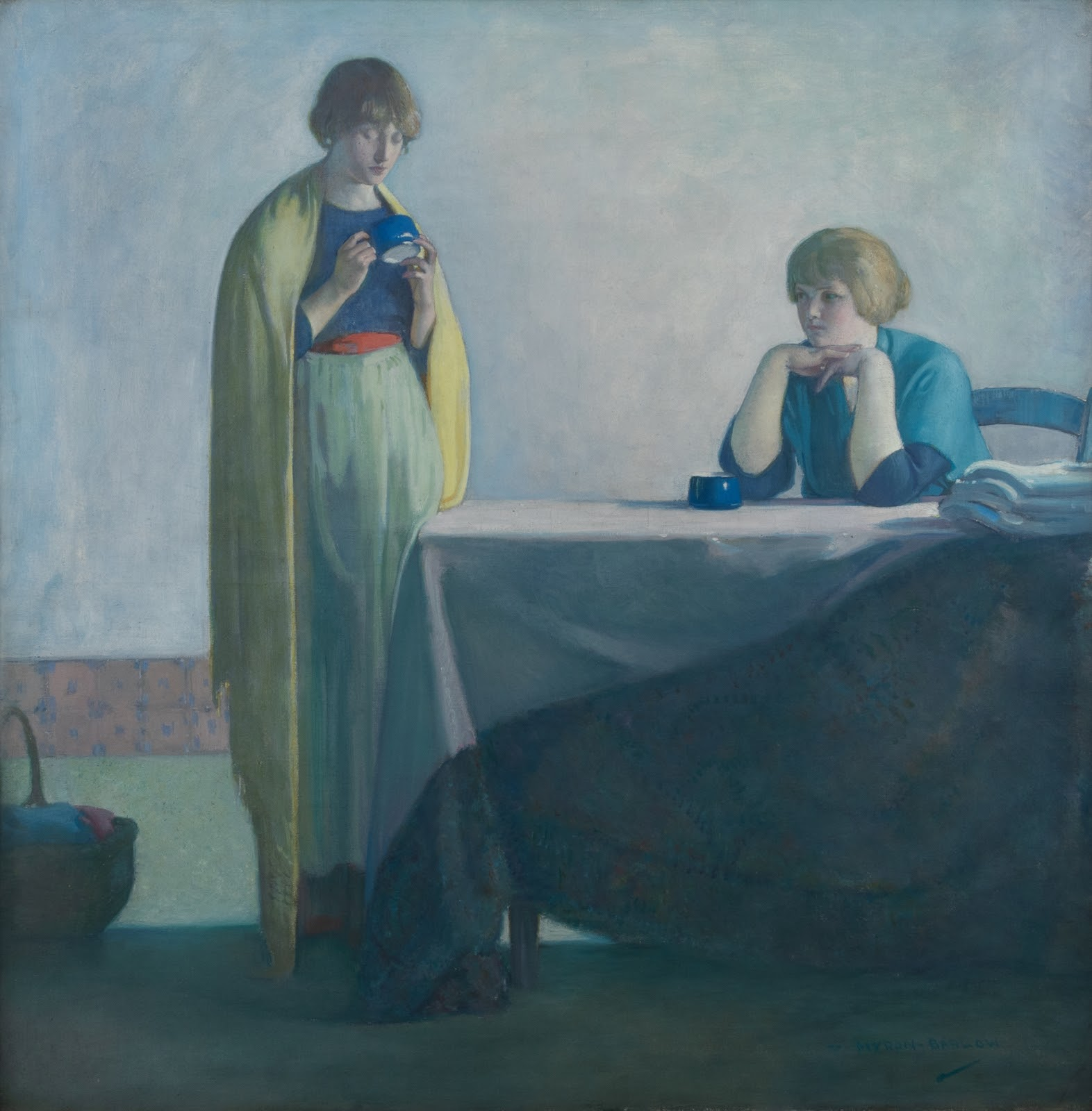
Sharing a drink
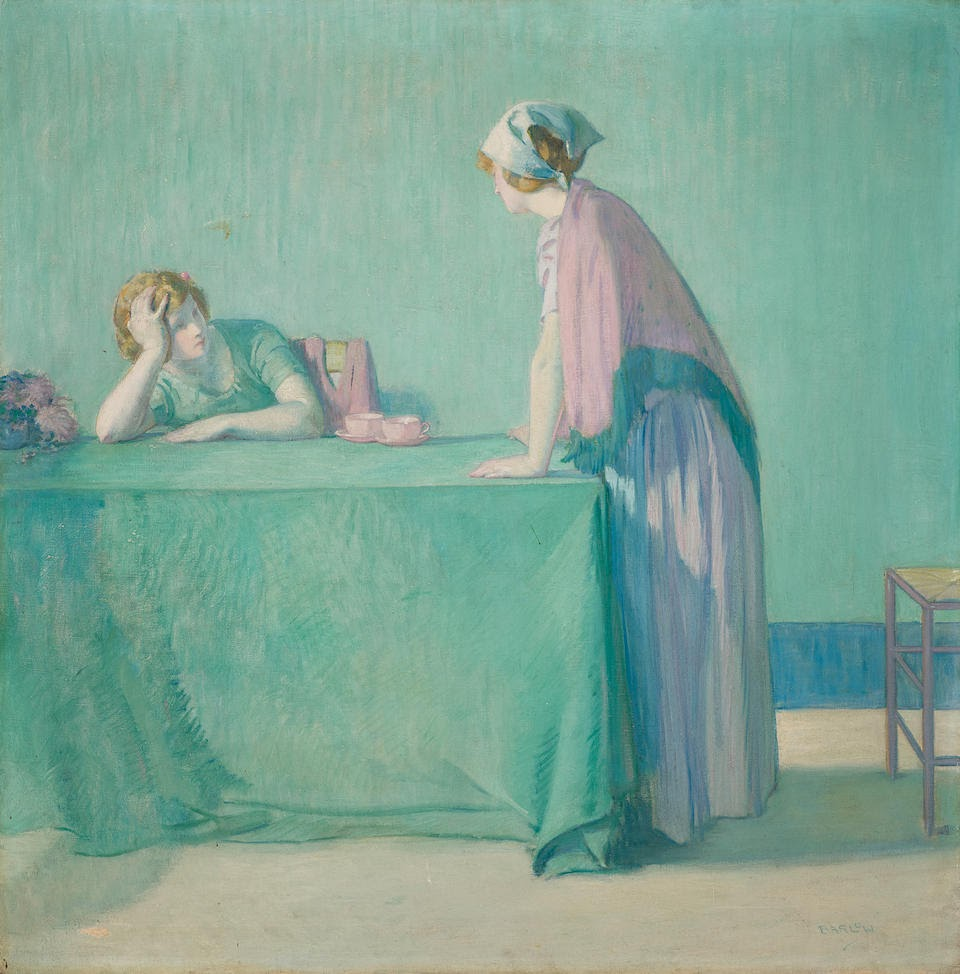
Tea for two
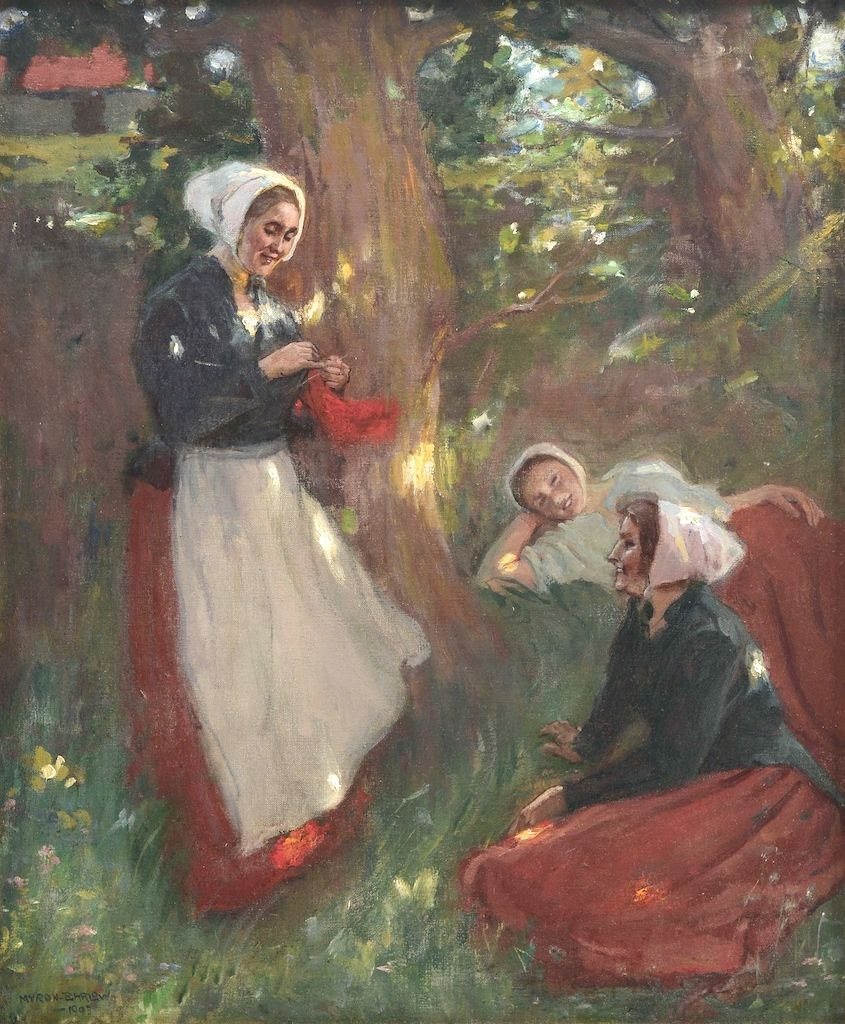
Idle Conversation
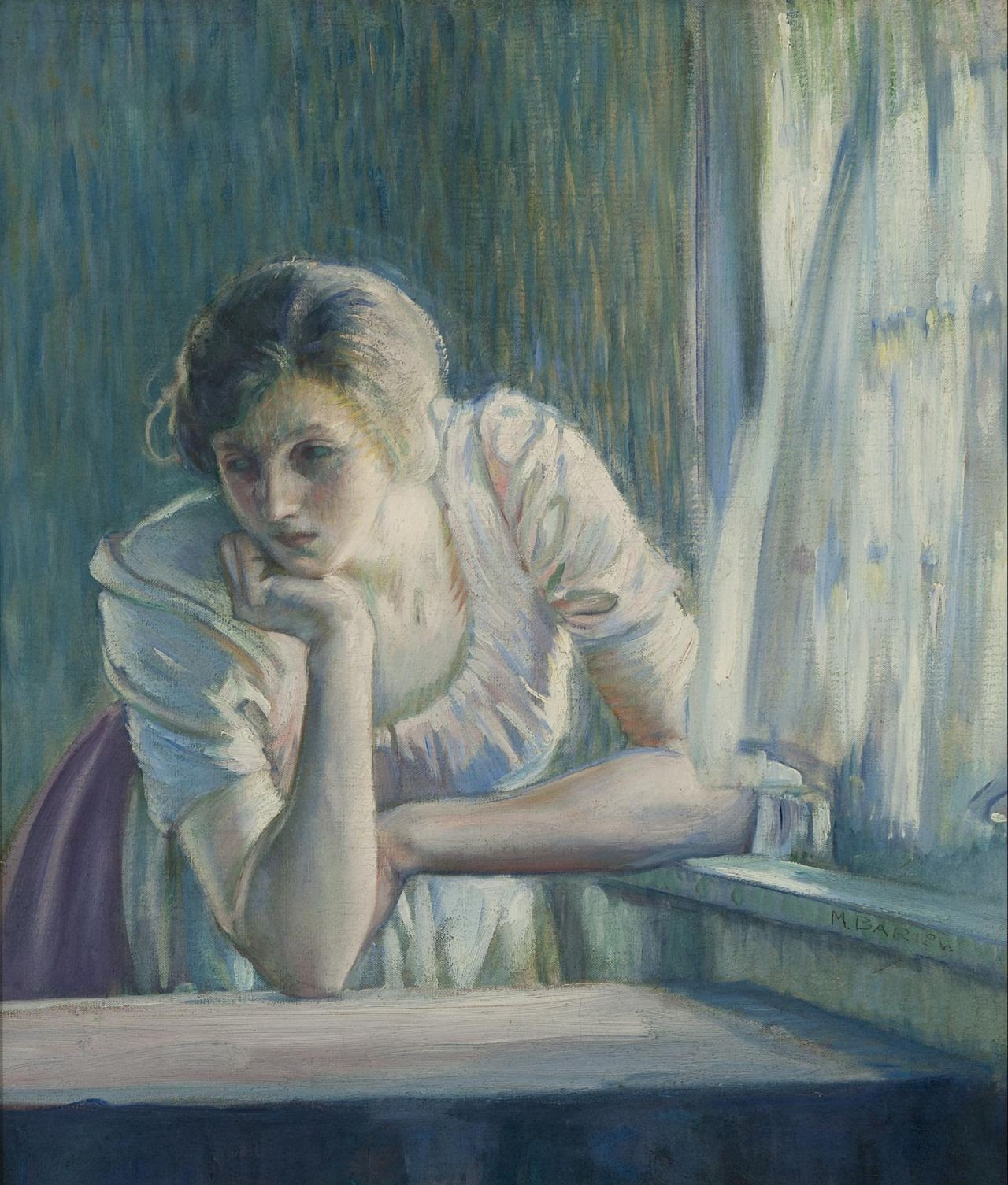
titre inconnu'
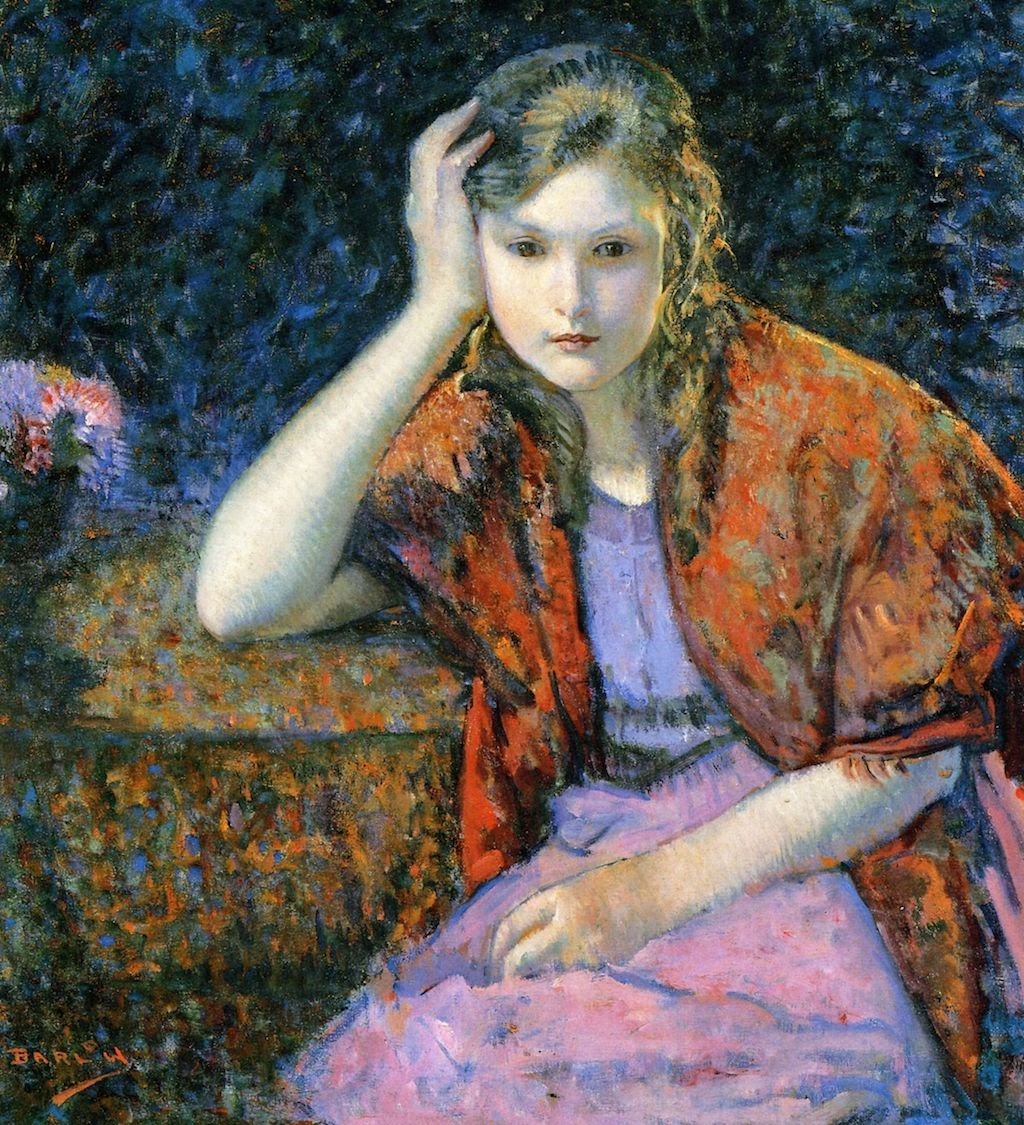
Portrait of a Young Woman
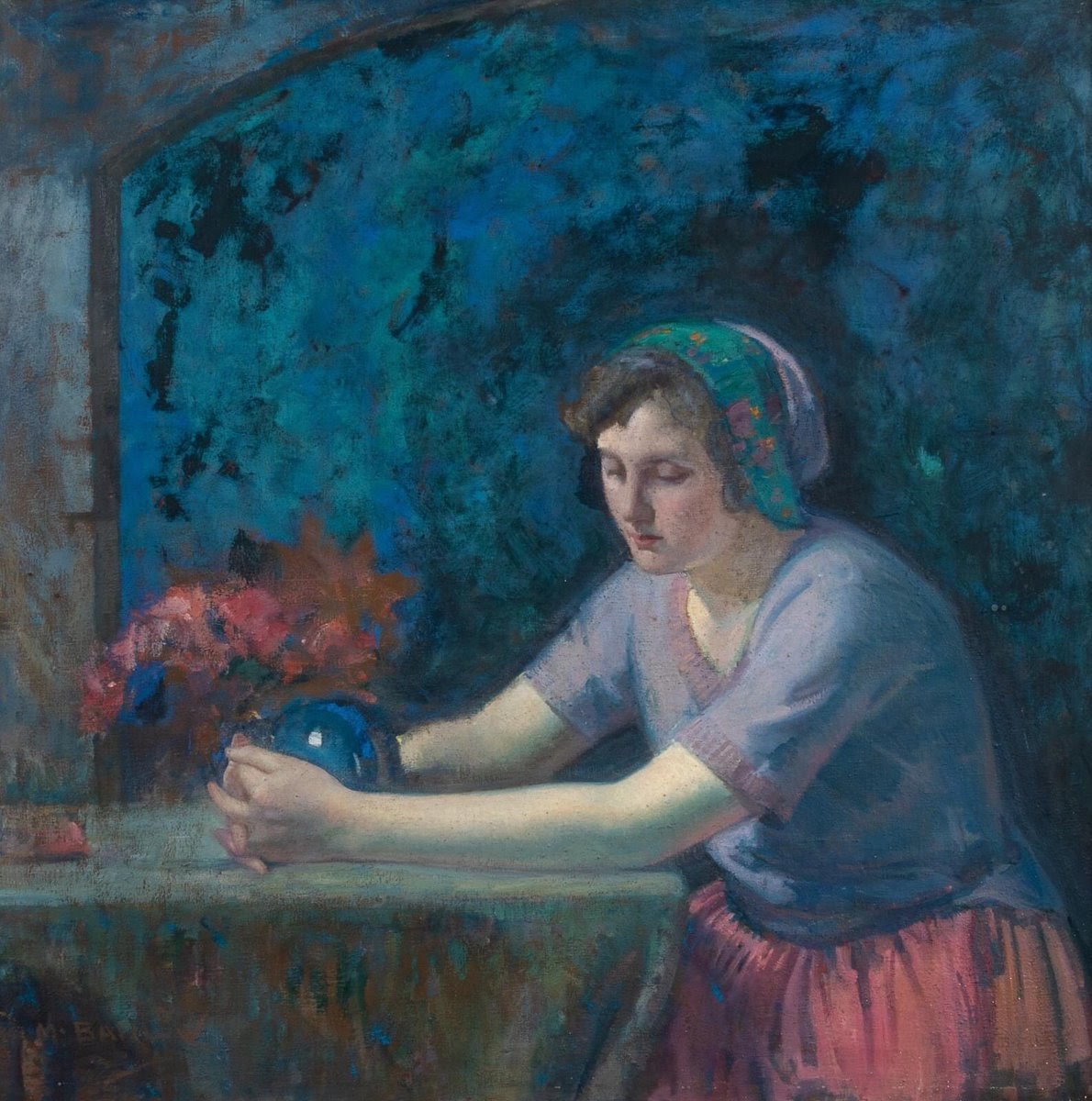
The Crystal Ball
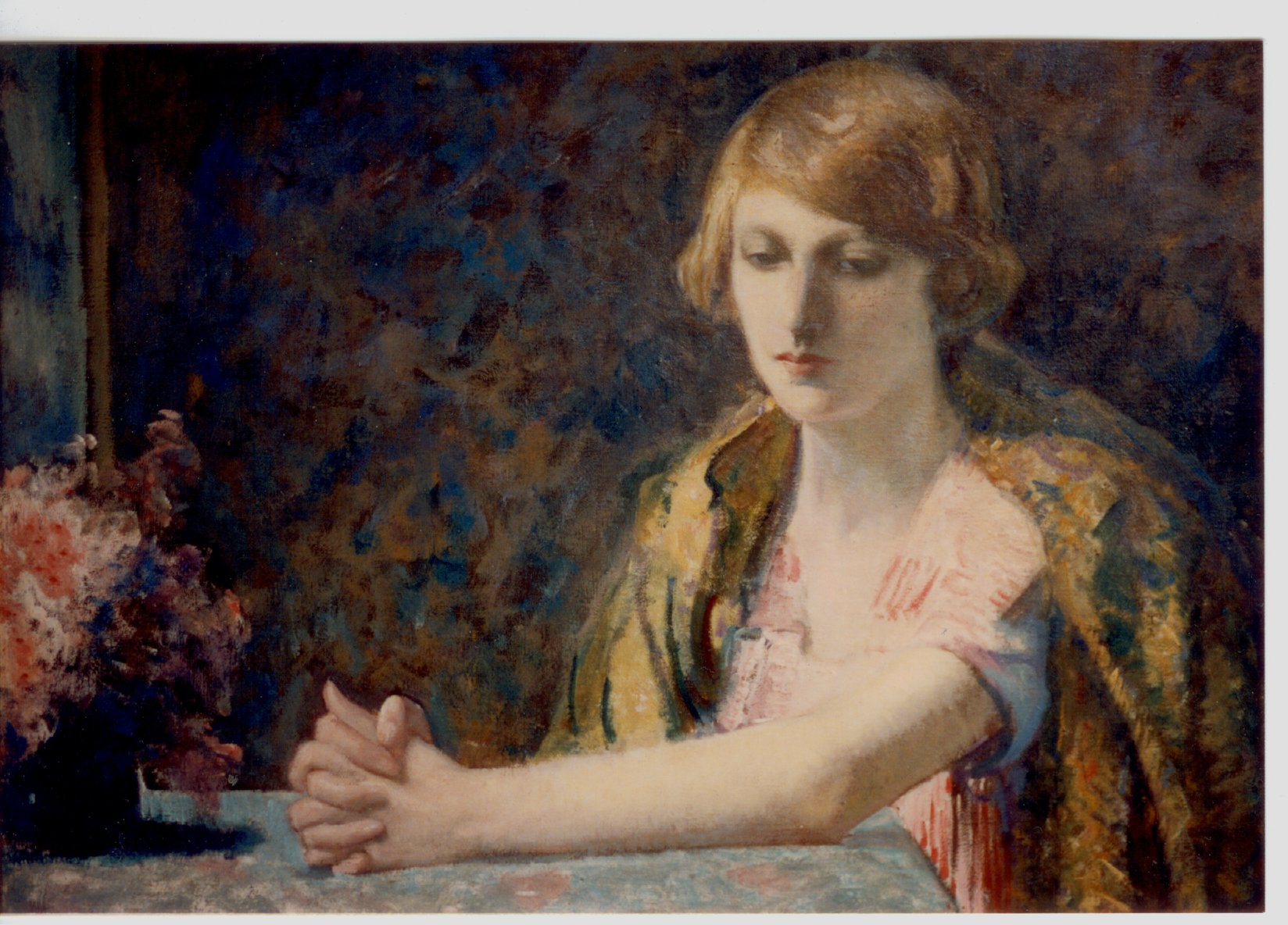
Jeune fille assise
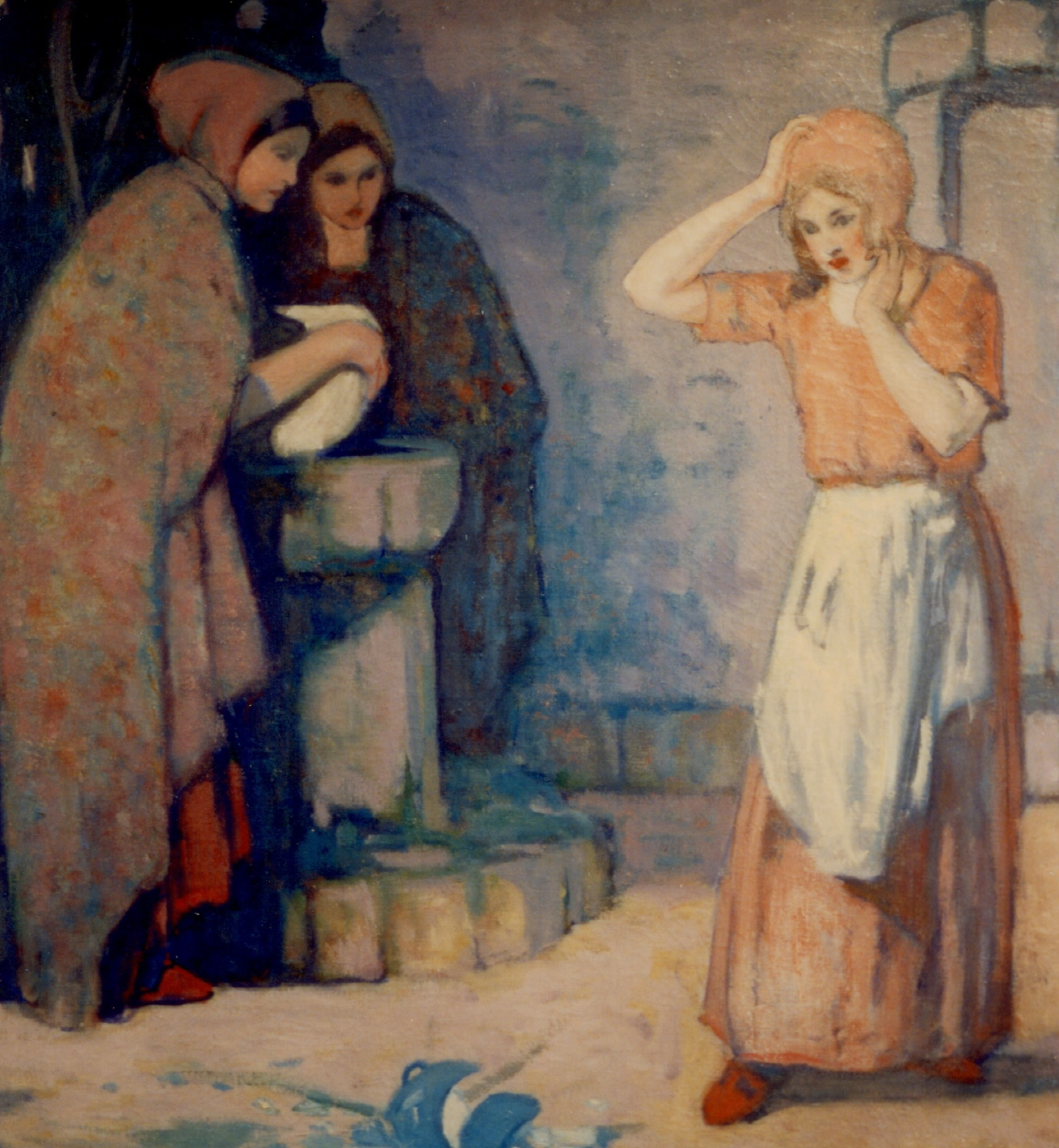
Cruche cassée

## Distinctions
- Chevalier de la Légion d'honneur. En 1932, il est nommé chevalier dans l'ordre national de la Légion d'honneur[2].

## Œuvres dans les collections publiques
- Étaples, musée Quentovic : Louise belle femme, huile sur toile[10]
- Musée du Touquet-Paris-Plage - Édouard Champion
  - Cruche cassée, huile sur toile, 75 × 75 cm, vers 1932, don de l'artiste au musée
  - Jeune fille assise, huile sur toile, 75 × 75 cm, vers 1932, don de l'artiste au musée

## Œuvres dans les collections particulières
- Confidences, vers 1910, huile sur toile, 120 × 120 cm[11].

## Pour approfondir